# Miss República Dominicana 2007
El certamen Miss República Dominicana 2007 fue celebrado el 22 de marzo de 2007. La ganadora escogida representó a la República Dominicana en el Miss Universo 2007. La Primera Finalista entró en Miss Continente Americano 2007. La ganadora fue coronada por Mía Taveras, Miss República Dominicana 2006.

## Resultados
| Resultados                     | Candidatas |
| ------------------------------ | --- |
| Miss República Dominicana 2007 | Santiago - Massiel Taveras |
| 1a Finalista                   | Salcedo - Marianne Cruz |
| 2a Finalista                   | La Altagracia - Yanna Montás |
| 3a Finalista                   | Duarte - Sheila Ynoa |
| 4a Finalista                   | Sánchez Ramírez - Yesenia Aybar |
| Top 10 Semifinalistas          | Azua - Odra Nova Barahona - Desireé Álvarez Com. Dom. en los EE.UU. - Sárah Rivera San Cristóbal - Ada de la Cruz Santiago Rodríguez - Arlette Rodríguez |

### Premios especiales
- Mejor Rostro - Marianne Cruz (Salcedo)
- Miss Simpatía - Odra Nova (Azua)
- Miss Fotogenica - Ada de la Cruz (San Cristóbal)
- Mejor Traje Típico - Yanna Montás (La Altagracia)

| Predecesor: Mía Taveras Santiago | Miss República Dominicana 2007 | Sucesor: Marianne Cruz Hermanas Mirabal |

### Premios Preliminares
- Mejor Cabello - Anna Radelis Languasco (La Romana)
- Mejor Cuerpo - Liza Fortunato (Bahoruco)
- Mejor Sonrisa - Ada de la Cruz (San Cristóbal)
- Miss Comunicación - Massiel Taveras (Santiago)
- Miss Fashion - Yanna Montás (La Altagracia)
- Miss Ocean World - Sheila Ynoa (Duarte)
- Miss VIP - Vilma Vega (San José de Ocoa)

### Puntuaje Final
| \| Representa \| Traje (a) \| Bañador \| Promedio \| Pregunta \| \| ------------------------------------------ \| --------- \| ------- \| -------- \| -------- \| \| Santiago \| 9.415 \| 9.598 \| 9.507 \| 9.584 \| \| Salcedo \| 9.674 \| 9.453 \| 9.564 \| 9.404 \| \| La Altagracia (b) \| 9.104 \| 8.868 \| 8.986 \| 8.901 \| \| Duarte \| 8.868 \| 9.263 \| 9.066 \| 8.521 \| \| Sánchez Ramírez \| 9.241 \| 9.064 \| 9.153 \| 8.501 \| \| Barahona \| 9.051 \| 9.035 \| 9.043 \| \| \| San Cristóbal \| 8.953 \| 9.093 \| 9.023 \| \| \| Comunidad Dominicana en los Estados Unidos \| 8.457 \| 8.567 \| 8.512 \| \| \| Santiago Rodríguez \| 8.807 \| 8.011 \| 8.409 \| \| \| Azua \| 7.515 \| 7.901 \| 7.708 \| \| Ganadora Primera Finalista Segunda Finalista Tercera Finalista Cuarta Finalista Top 10 - a El traje de noche fue usado antes que ellos llamaran a la semifinalista. - b Fue votada a la Top 5. |           |         |          |          |
| Representa | Traje (a) | Bañador | Promedio | Pregunta |
| Santiago | 9.415     | 9.598   | 9.507    | 9.584    |
| Salcedo | 9.674     | 9.453   | 9.564    | 9.404    |
| La Altagracia (b) | 9.104     | 8.868   | 8.986    | 8.901    |
| Duarte | 8.868     | 9.263   | 9.066    | 8.521    |
| Sánchez Ramírez | 9.241     | 9.064   | 9.153    | 8.501    |
| Barahona | 9.051     | 9.035   | 9.043    |          |
| San Cristóbal | 8.953     | 9.093   | 9.023    |          |
| Comunidad Dominicana en los Estados Unidos | 8.457     | 8.567   | 8.512    |          |
| Santiago Rodríguez | 8.807     | 8.011   | 8.409    |          |
| Azua | 7.515     | 7.901   | 7.708    |          |

## Candidatas
| Representa                   | Candidata                         | Año | Altura          | Ciudad de residencia       |
| ---------------------------- | --------------------------------- | --- | --------------- | -------------------------- |
| Azua                         | Odra María Nova Vizcaíno          | 22  | 1,70 m (5′ 7″)  | Azua de Compostela         |
| Bahoruco                     | Liza Mariel Fortunato Reyes       | 19  | 1,75 m (5′ 9″)  | Baní                       |
| Barahona                     | Desireé Kassandra Álvarez Lama    | 21  | 1,78 m (5′ 10″) | Santa Cruz de Barahona     |
| Comunidad Dom. en los EE.UU. | Sárah Carlota Rivera Heredia      | 21  | 1,79 m (5′ 10″) | Nueva York                 |
| Distrito Nacional            | Yadira Rossina Geara Cury         | 21  | 1,86 m (6′ 1″)  | Santo Domingo              |
| Duarte                       | Sheila VIoleta Ynoa García        | 20  | 1,73 m (5′ 8″)  | San Francisco de Macorís   |
| La Altagracia                | Yanna Nófred Montás Santana       | 20  | 1,77 m (5′ 10″) | Salvaleón de Higüey        |
| La Romana                    | Anna Radelis Languasco Osorio     | 18  | 1,73 m (5′ 8″)  | La Romana                  |
| La Vega                      | Náthaly Altagracia Matos Súarez   | 19  | 1,81 m (5′ 11″) | Jarabacoa                  |
| Monseñor Nouel               | Claudia Mabel Peña Gómez          | 19  | 1,82 m (6′ 0″)  | Bonao                      |
| Peravia                      | Rosanny Albertina Medina Tejeda   | 21  | 1,83 m (6′ 0″)  | Baní                       |
| Puerto Plata                 | Ioanna Giouzeppos Román           | 18  | 1,84 m (6′ 0″)  | San Felipe de Puerto Plata |
| Salcedo                      | Marianne Elizabeth Cruz González  | 21  | 1,80 m (5′ 11″) | Salcedo                    |
| San Cristóbal                | Ada Aimée de la Cruz Ramírez      | 20  | 1,83 m (6′ 0″)  | Santo Domingo Norte        |
| San José de Ocoa             | Vilma Altagracia Vega Báez        | 19  | 1,75 m (5′ 9″)  | Constanza                  |
| San Juan                     | Elízabeth Margarita García Núñez  | 24  | 1,78 m (5′ 10″) | San Juan de la Maguana     |
| Sánchez Ramírez              | Yessenia Mercedes Aybar Gálvez    | 23  | 1,81 m (5′ 11″) | Cotuí                      |
| Santiago                     | Massiel Indira Taveras Henríquez  | 22  | 1,73 m (5′ 8″)  | Santiago de los Caballeros |
| Santiago Rodríguez           | Arlette Mabel Rodríguez Veras     | 18  | 1,76 m (5′ 9″)  | San Ignacio de Sabaneta    |
| Santo Domingo                | María Alexandra González de Jesús | 23  | 1,72 m (5′ 8″)  | Santo Domingo Norte        |
| Valverde                     | Yonoris Bienvenido Marizán Reyes  | 20  | 1,76 m (5′ 9″)  | Santa Cruz de Mao          |

## Puntaje Preliminar
Las 9 mejores delegadas serían las semifinalista y más la candidata votada que hace el Top 10.
| Candidata           | T. Baño | Traje | Entrevista | Overaje |
| ------------------- | ------- | ----- | ---------- | ------- |
| Puerto Plata        | 9.18    | 9.15  | 9.10       | 9.143   |
| Santiago            | 9.12    | 9.28  | 8.90       | 9.100   |
| Salcedo             | 9.15    | 9.09  | 8.89       | 9.043   |
| San Cristóbal       | 9.09    | 9.00  | 8.98       | 9.020   |
| Duarte              | 9.08    | 8.95  | 8.99       | 9.006   |
| Monseñor Nouel**    | 8.95    | 8.99  | 9.01       | 8.983   |
| Santiago Rodríguez  | 8.91    | 8.79  | 9.01       | 8.903   |
| La Altagracia       | 8.88    | 8.75  | 9.00       | 8.876   |
| Barahona            | 9.14    | 9.17  | 7.89       | 8.733   |
| Sánchez Ramírez     | 8.97    | 8.99  | 7.82       | 8.593   |
| Com. Dom. En EE. UU | 8.87    | 8.57  | 8.14       | 8.576   |
| Valverde            | 8.00    | 8.01  | 9.01       | 8.573   |
| Peravia             | 8.02    | 8.31  | 8.14       | 8.156   |
| La Romana           | 7.00    | 8.34  | 8.54       | 7.960   |
| San Juan            | 7.08    | 7.51  | 8.52       | 7.703   |
| Baoruco             | 7.02    | 8.05  | 7.14       | 7.403   |
| La Vega             | 7.20    | 7.15  | 7.85       | 7.400   |
| Azua***             | 7.54    | 7.21  | 7.15       | 7.300   |
| San José de Ocoa    | 7.00    | 7.30  | 7.21       | 7.170   |
| Santo Domingo       | 6.99    | 7.01  | 7.34       | 7.113   |

## Trivia
- Miss  Distrito Nacional se retiró a sus estudio en el extranjero, pero regresaría en el concurso siguiente.
- Miss Monseñor Nouel se retiró debido a un accidente que le sucedió en el Tobillo, en un viaje a San Felipe de Puerto Plata en Ocean World.